# Siphonolaimus pellucidus
Siphonolaimus pellucidus is een rondwormensoort uit de familie van de Siphonolaimidae.